# 聖光高等学校
聖光高等学校（せいこうこうとうがっこう）とは、山口県光市光井九丁目にある私立高等学校。キリスト教主義（プロテスタント）に基づく教育を行う、日本基督教団系の学校で、幼稚園を併設している。
ヨット部の活動が盛んで、過去にはオリンピック選手を輩出している。

## 学科
全日制
- 普通科
  - 進学コース
  - 社会福祉コース
  - 総合コース
- 綜合ビジネス科
  - 情報ビジネスコース
  - 医療ビジネスコース
- 機械科

通信制
- 普通科

## 沿革
- 1929年 - 下松市で山口県下松高等女学校として開校。
- 1948年 - 光市に移転し、聖光高等学校に改称。
- 1950年 - 聖光幼稚園設置。
- 1953年 - 商業科設置。
- 1962年 - 機械科設置。
- 1992年 - 普通科社会福祉コース設置。
- 1993年 - 商業科を綜合ビジネス科に名称変更。
- 2001年 - 普通科就職コースを普通科総合コースにコース名変更。
- 2003年 - 通信制課程設置。
- 2006年 - 綜合ビジネス科をコース制に変更。情報ビジネスコース・医療ビジネスコースを設置。

## 特色
- 1年次のみ週1回、日本基督教団牧師による、聖書の授業が行われている。
- 母の日礼拝、花の日礼拝、創立記念礼拝、収穫感謝礼拝、クリスマス礼拝など、キリスト教に関わる行事が行われている。
- 遠方からの通学生徒のために、スクールバスを運行している。
- 総合ビジネス科医療ビジネスコースでは、歯科助手育成のためのカリキュラムが組まれている。
- 総合ビジネス科は1学年40名程度
- 普通科社会福祉コースでは、卒業時に介護福祉士国家試験の受験資格を得ることができる。資格試験合格者もいる。
- 普通科は185名程度
- 機械科もあり40人
- 全日制は3学期制をとっている。
- 私立高校では珍しい、通信教育課程を設置している。

## 出身者
- 田中志歩（柔道選手）
- 藤本和宏（元プロ野球選手）
- 脇永達也（ソウルオリンピック・セーリング日本代表）
- 西田憲誌朗（福山シティFC）

## 法人役員
- 理事長: 松岡由和（元光市収入役、元大和町助役）